# Конофитум Бургера
Конофитум Бургера (лат. Conophytum burgeri) — вид суккулентных растений рода Конофитум (Conophytum) семейства Аизовые (Aizoaceae), произрастающий на территории Капской провинции Южно-Африканской Республики.

## Название
Родовое латинское (научное) название Conophytum происходит от греческих слов konos, — «конус», и phyton, — «растение». Название связано с конусовидной формой многих представителей этого рода, которая образуется благодаря слиянию пары листьев.
Видовой латинский эпитет burgeri дан в честь Виллема Бургера (Willem Burger), южноафриканского фермера из Намакваленда, Северный Кейп, на территории фермы которого было обнаружено растение.

## Описание

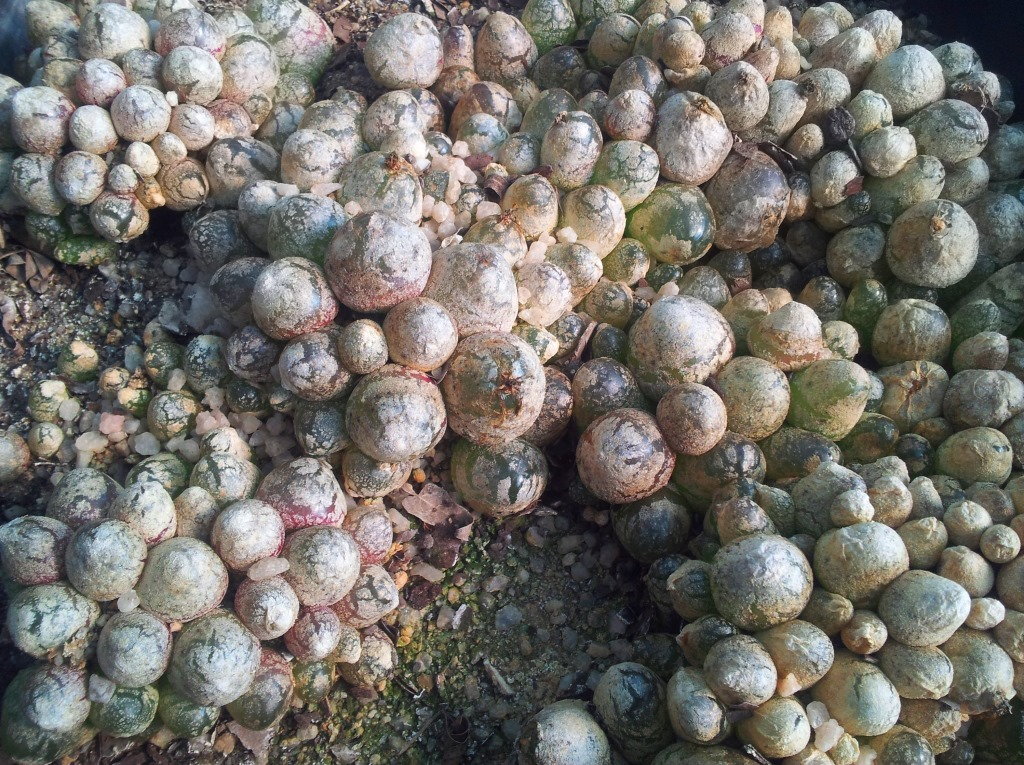
Плотная грядка, состоящая из отдельных растений, полученных путем размножения семенами

Конофитум Бургера — небольшое пустынное растение, является одним из наиболее отличительных представителей своего рода. Оно растет очень медленно, обычно достигая максимум четырех или пяти головок при выращивании. В отличие от многих других видов конофитумов, таких как Conophytum bilobum и Conophytum obcordellum, это растение растет весной и летом, а зимой оно покрывается белой оболочкой. Взрослые растения могут достигать размеров небольшого куриного яйца.
Растение представляет собой одиночное листовое соединение, редко может быть махровым, и при выращивании может иметь до пяти головок. Листья полностью слипшиеся, с высотой от 13 до 30 мм и диаметром у основания от 20 до 30 мм. Форма листьев может быть широкояйцевидной или конической, с плоской основой и иногда с зубчатыми или фестончатыми краями. Они полупрозрачные и бледно-серо-зеленого цвета, но могут меняться на насыщенный рубиново-красный. Поверхность листьев блестящая и очень гладкая, покрыта стойкими белыми чешуйчатыми оболочками. Трещины на листьях голые, короткие, длиной от 2 до 4 мм и часто практически незаметные.
Цветок растения пурпурно-розовый с медовым ароматом, обычно выступает над поверхностью тела. Чашечка имеет длину 4-5 мм и состоит из 6 зеленовато-белых чашелистиков с тонкими краями. Трубка венчика (длиной 10 мм) длиннее трубки чашечки. Количество лепестков может варьировать от 24 до 52, они имеют длину от 7 до 18 мм и ширину 3 мм, и располагаются в 2-3 ряда. Лепестки имеют цвет от розово-пурпурного у основания до белого у вершины. Тычинки также расположены в три ряда и имеют многочисленные тонкие беловатые нити длиной 10 мм, пыльники желтого цвета. Рыльца длиной 10-14 мм, свободные.
Цветение происходит в раннюю осень (в Южной Африке, это апрель-май). Цветки раскрываются ненадолго в середине дня.
Плоды имеют шесть отделений и остро заостренную вершину.

## Распространение

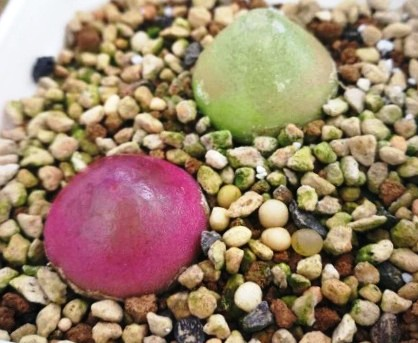
В культуре

Конофитум Бургера произрастает в ограниченных районах в окрестностях шахт, расположенных близ Аггениса, между Спринбоком и Пофаддером, в регионе Намакваленд, в Северном Кейпе, Южная Африка. Эта пустынная долина, где растет растение, ранее принадлежала семье Бургеров (отсюда и название), но в настоящее время находится в собственности горнодобывающей компании Black Mountain, которая на протяжении многих лет заботится о ее сохранении.
Конофитум Бургера произрастает на ярком солнце в плодородных кару плато, на которых преобладает глинистая почва, покрытая слоями кварца. На одной территории обычно встречается менее 250 растений, что делает его подверженным угрозе, связанной с потерей естественной среды обитания, добычей полезных ископаемых и незаконным сбором для специализированной торговли суккулентными растениями.

## Таксономия
Conophytum burgeri L.Bolus, первое упоминание в J. S. African Bot. 33: 305 (1967).